# Santa Rita el Cobán
Santa Rita el Cobán är en ort i Mexiko.   Den ligger i kommunen La Independencia och delstaten Chiapas, i den sydöstra delen av landet, 900 km öster om huvudstaden Mexico City. Santa Rita el Cobán ligger 1 111 meter över havet och antalet invånare är 118.
Terrängen runt Santa Rita el Cobán är kuperad. Runt Santa Rita el Cobán är det ganska tätbefolkat, med 52 invånare per kvadratkilometer. Närmaste större samhälle är San Antonio Porvenir, 2,9 km sydväst om Santa Rita el Cobán. I omgivningarna runt Santa Rita el Cobán växer i huvudsak städsegrön lövskog.